# Wanderer (automóviles)
Wanderer fue un fabricante alemán de bicicletas, motocicletas, automóviles y camionetas, así como de distintos tipos de maquinaria. Establecida en Chemnitz como Winklhofer & Jaenicke en 1896 por Johann Baptist Winklhofer y Richard Adolf Jaenicke, la empresa utilizó la marca Wanderer desde 1911, fabricando automóviles civiles hasta 1941 y vehículos militares hasta 1945. En 1932 pasó a formar parte del grupo de empresas Auto Union, siendo gestionada de forma conjunta con los fabricantes Audi, Horch y DKW.

## Historia

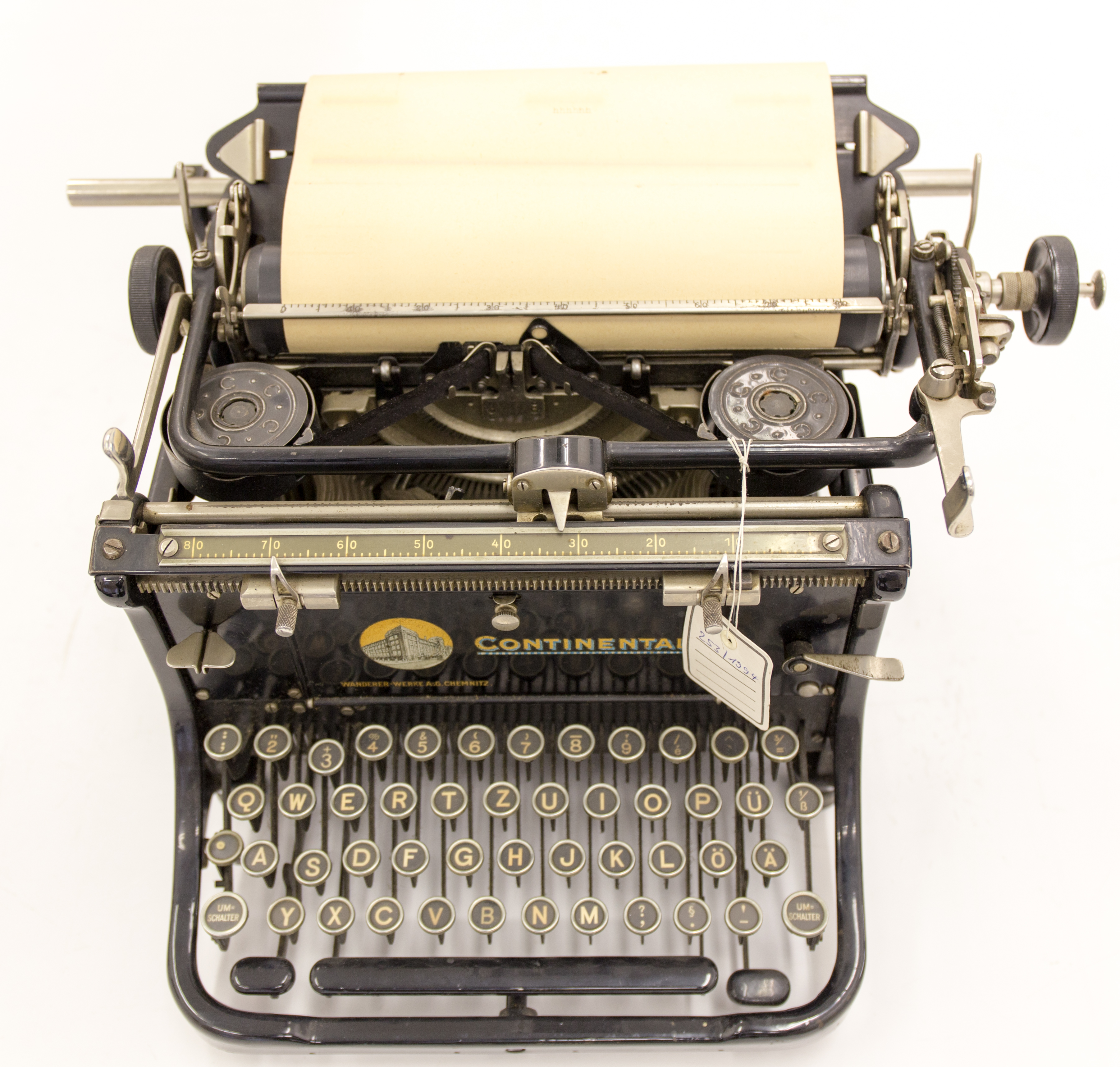
Máquina de escribir Continental de Wanderer, expuesta en el MEK

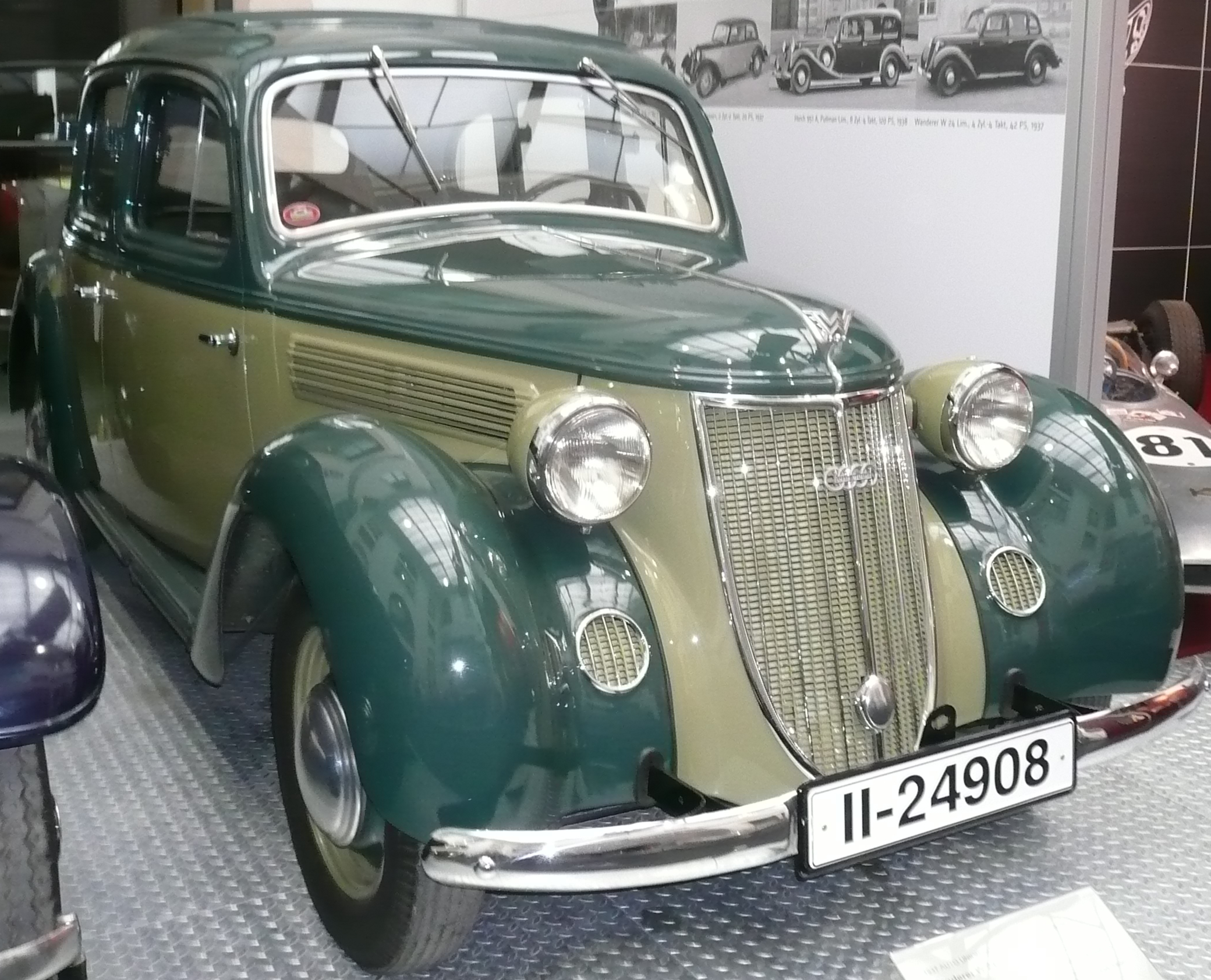
Wanderer W 24 (1937)

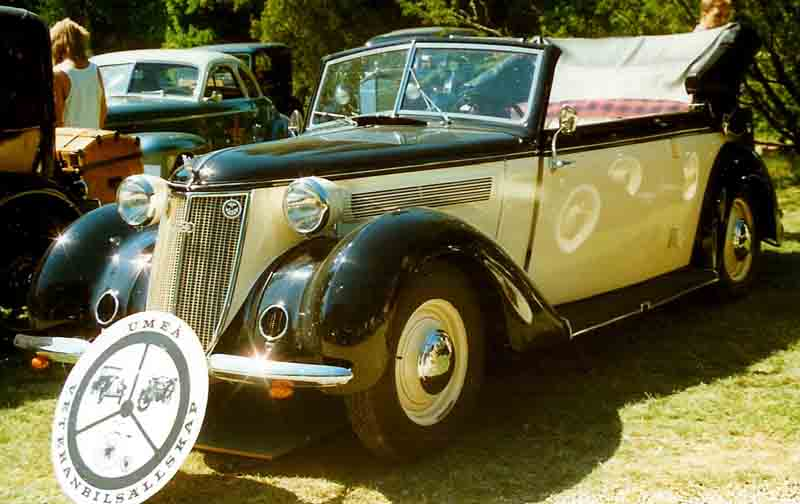
Wanderer W 23 Cabriolet (1938)

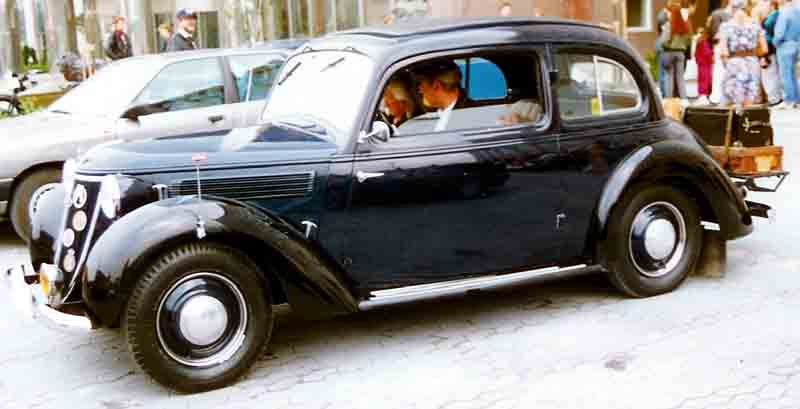
Wanderer W 24 (1939)

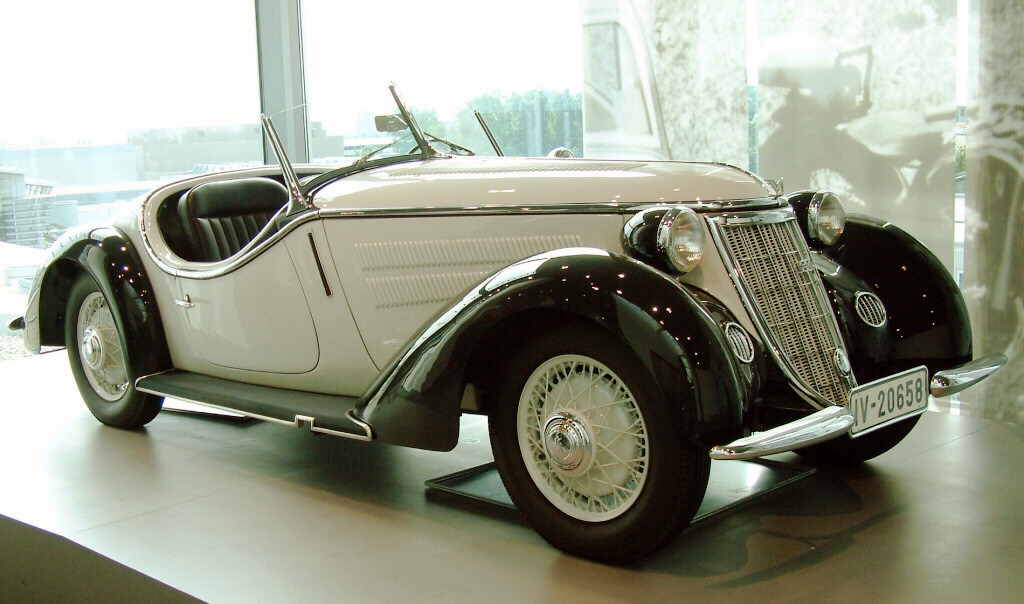
Wanderer W25K (1936–1938)

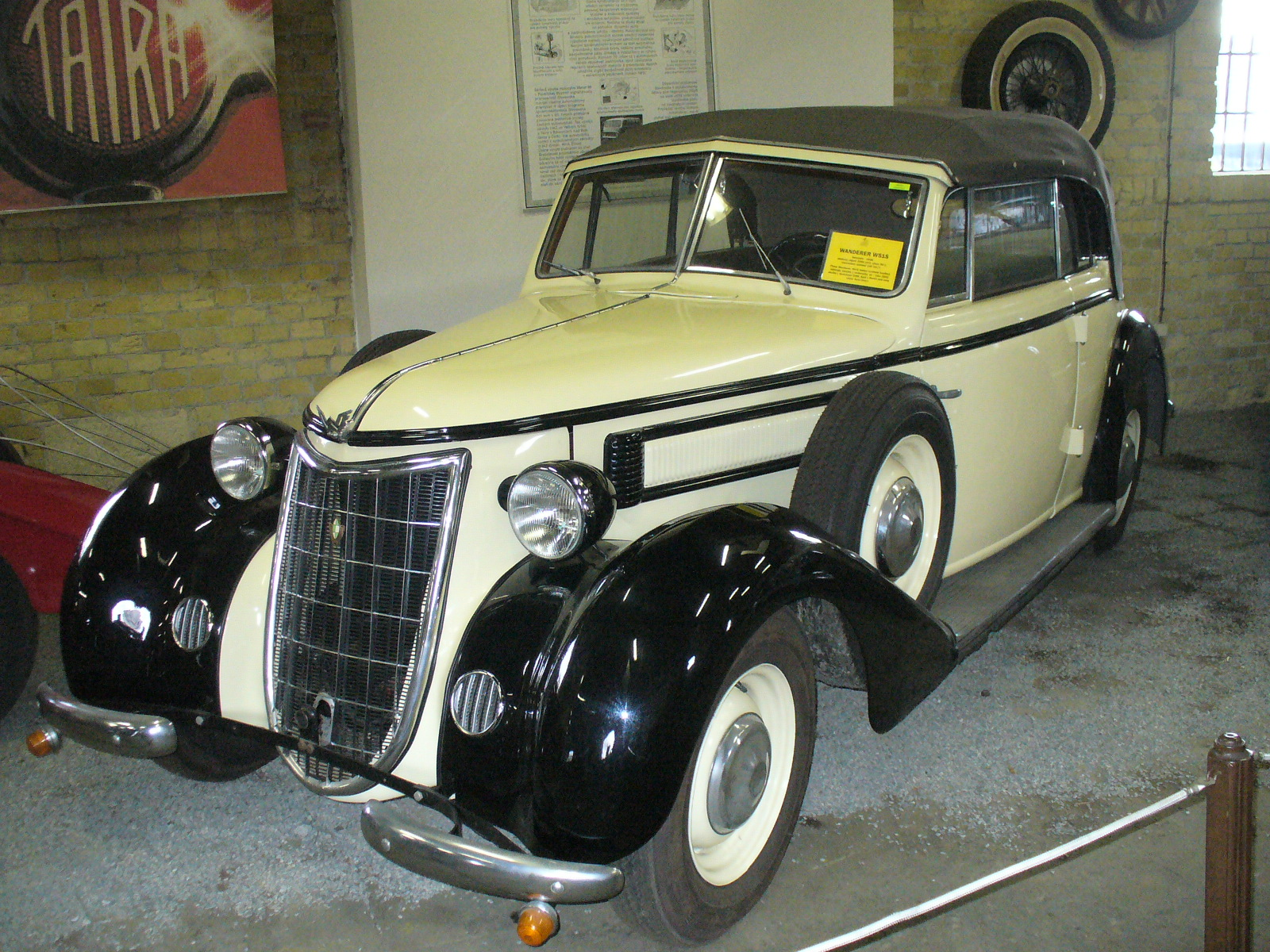
Wanderer W51S

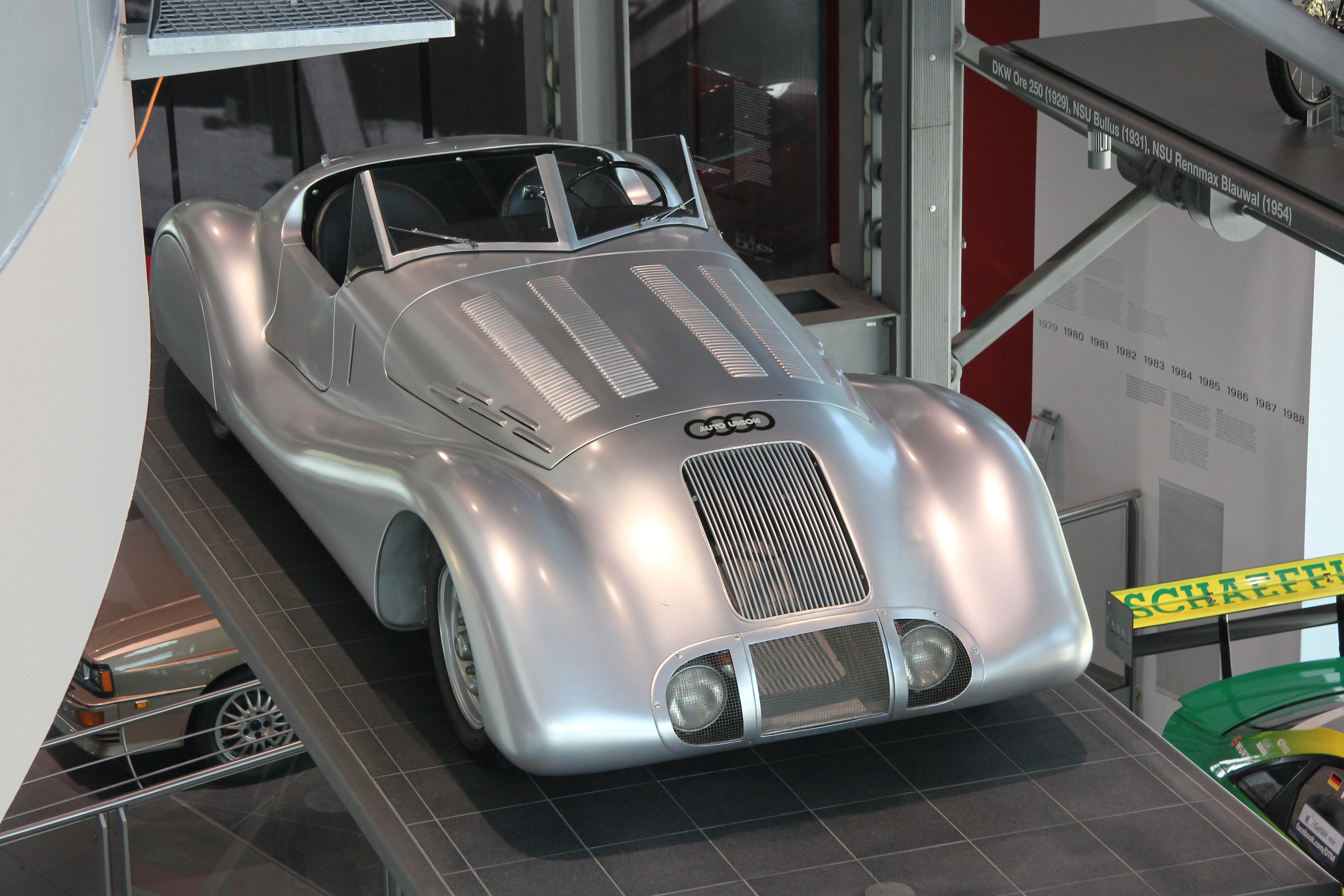
Wanderer Stromlinie Spezial

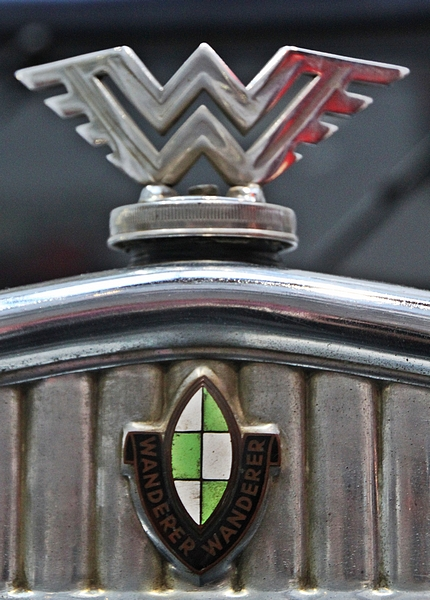
Logo de la compañía

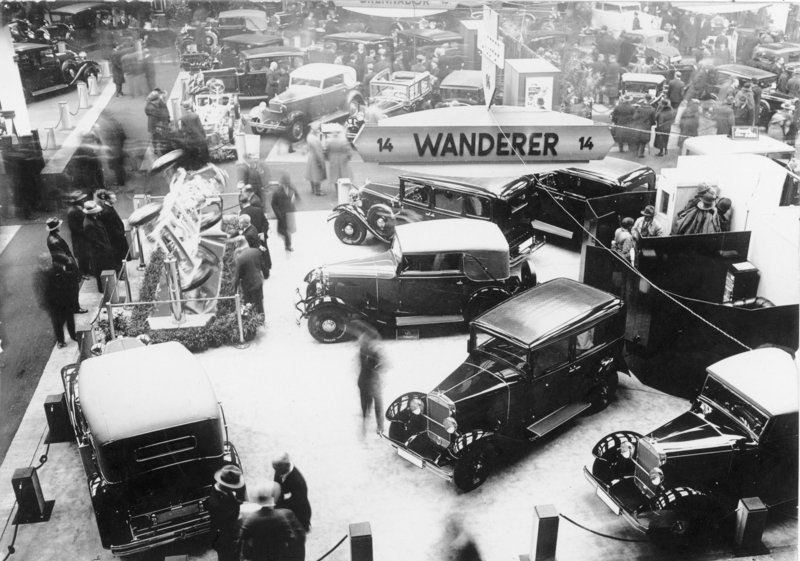
Expositor de Wanderer en el Salón del Automóvil de Berlín (1931)

Las raíces de Wanderer se remontan a 1885. En ese año Johann Baptist Winklhofer y Richard Adolf Jaenicke fundaron en Chemnitz la empresa dedicada a la venta y reparación de bicicletas denominada "Chemnitzer Velociped-Depôt Winklhofer & Jaenicke", inscrita en el registro mercantil el 26 de febrero de 1885. Poco después empezaron a fabricar ellos mismos biciclos, y a partir del invierno de 1885/1886 se construyó la fábrica de la empresa. Desde el 4 de enero de 1887, sus productos se comercializaron con el nombre de "Chemnitzer Veloziped-Fabrik Winklhofer & Jaenicke".
En 1894, Winklhofer y Jaenicke adquirieron un terreno de 19.000 m² en Chemnitz-Schönau, donde construyeron un edificio administrativo, un almacén y un nuevo taller. Los empresarios edificaron una vivienda doble al otro lado de la calle. En 1896 el nombre se cambió a "Wanderer Fahrradwerke AG".
La compañía, definitivamente establecida en Chemnitz, pasó a llamarse Winklhofer & Jaenicke en 1896. Comenzó la producción en serie de fresadoras en 1899, y en 1900 se había convertido en una empresa importante en el mercado de las bicicletas que tenía varias patentes a su nombre, incluido el primer sistema alemán de cambios internos de dos velocidades.
La primera motocicleta se construyó en 1902, cuyo motor monocilíndrico tenía una característica especial en el lado de admisión, la denominada válvula de absorción que se mantenía abierta mediante un resorte aprovechando la presión negativa en el cilindro generada por el pistón descendente.
En 1903/1904 comenzó la producción en serie de máquinas de escribir bajo la marca Continental, y en 1909 se lanzaron dos tipos de calculadoras. La máquina de escribir casi silenciosa "Wanderer Continental Silenta" no tenía rival en todo el mundo con su mecanismo de palanca especial.
La producción de coches se inició en 1903. Los primeros modelos de dos o tres plazas utilizaban motores de cuatro cilindros de 1145 cc y 1220 cc. El modelo de 1220 cc se mantuvo en fabricación hasta 1925. La marca "Wanderer" fue elegida en 1911 para las exportaciones al extranjero y pronto se adoptó también para las ventas nacionales. El primer modelo de seis cilindros apareció en 1928. En 1926, cuando Wanderer presentó un exitoso "Typ" 10, la compañía producía 25 vehículos al día. Las piezas se fabricaron en la antigua planta de Chemnitz y se ensamblaban en la nueva factoría construida en 1927 en la misma ciudad de Chemnitz, y se transportaban por ferrocarril hasta la línea de ensamblaje. La producción de motocicletas continuó solo en la antigua planta.
Durante la Gran Depresión de 1929, el Dresdner Bank, propietario de la empresa, vendió el negocio de motocicletas a František Janeček (fundador de la marca de motos Jawa, cuyas dos sílabas proceden de Ja-neček y Wa-nderer), y en 1932 se deshizo del resto de Wanderer. La división de automóviles con su fábrica de Siegmar pasó a formar parte de Auto Union junto con Horch, Audi y DKW. En este cuarteto, Horch pasó a ser la marca de lujo, DKW y su filial Slaby-Beringer construyeron coches baratos con motores de dos tiempos, y Audi y Wanderer compitieron en los segmentos de gama media y media alta, en un papel similar al de las divisiones Buick y Oldsmobile de General Motors. Los Wanderer eran coches relativamente pequeños de tecnología avanzada (los modelos con motor de 6 cilindros más pesados alcanzaban las 1,5 toneladas de peso en seco). Durante el período de la Alemania nazi adquirieron un diseño de radiador patentado, con la forma de un escudo heráldico.
A comienzos de la década de 1930 se lanzó el modelo W17 7/35 PS, que estaba propulsado por un nuevo motor de cuatro cilindros OHV de 1692 cc desarrollado por Ferdinand Porsche. En 1933, el nuevo Audi Front estaba equipado con el motor Wanderer W22, un OHV de seis cilindros de 1950 cc, también de diseño Porsche. El modelo superior de 1936 a 1939 fue el W50, propulsado por un motor de seis cilindros de 2257 cc. A partir de 1937 se produjeron otros deportivos (los W24 y W25) y otro modelo de seis cilindros de 2632 cc (W23), propulsado por nuevos motores SV construidos por la propia Auto Union. Los coches de Wanderer gozaban de un gran prestigio por su alta calidad y carácter deportivo.
Durante la Segunda Guerra Mundial, toda la producción civil fue reemplazada en 1941 por vehículos militares construidos bajo licencia, como la camioneta Steyr 1500A. Un subcampo del campo de concentración de Flossenbürg, denominado KZ Siegmar-Schonau, fue operado durante la guerra con el fin de proporcionar mano de obra esclava para las fábricas de vehículos Wanderer. A partir de 1943, la planta de Auto Union Siegmar fabricó el motor V12 Maybach HL230, un propulsor utilizado en numerosos tanques pesados de la Wehrmacht alemana. La compañía también produjo el dispositivo Clave 41, una máquina criptográfica destinada a sustituir a la máquina Enigma.
La planta de Wanderer en Siegmar (ahora Chemnitz) integrada en Auto Union fue destruida a principios de 1945, cerrando este capítulo en la historia de los automóviles. Los esfuerzos de posguerra para restaurar la industria automotriz de Alemania del Este se concentraron en las instalaciones de Auto Union en Zwickau y Zschopau. La producción de automóviles Wanderer nunca se recuperó, y cuando Auto Union se refundó en Ingolstadt, en la Alemania Occidental, la compañía se reconstruyó a partir de la marca DKW y, en última instancia, de la marca Audi.
Después de la guerra, las factorías de Wanderer en Chemnitz fueron expropiadas y demolidas, aunque algunas partes de la empresa continuaron operando en la Alemania Oriental con diferentes nombres, como Fritz Heckert (cosechadoras y máquinas herramienta), Astrawerk/Ascota (calculadoras mecánicas y máquinas de oficina) o Elrema (calculadoras electrónicas).
En la República Federal de Alemania, "Wanderer-Werke AG" siguió operando como empresa financiera hasta julio de 2010, cuando entró en quiebra. La marca "Wanderer" sería adquirida por el fabricante de bicicletas con sede en Colonia ZEG.

## Modelos de automóviles
| Tipo                    | Años      | Motor                     | Cilindrada   | Potencia                 | Velocidad máxima                      |
| ----------------------- | --------- | ------------------------- | ------------ | ------------------------ | ------------------------------------- |
| W1 (5/12 PS) "Puppchen" | 1912–1913 | cuatro cilindros en línea | 1147 cc      | 12 CV (8,8 kW; 11,8 HP)  | 70 km/h (43 mph)                      |
| W2 (5/15 PS) "Puppchen" | 1913–1914 | cuatro cilindros en línea | 1222 cc      | 15 CV (11,0 kW; 14,8 HP) | 70 km/h (43 mph)                      |
| W3 (5/15 PS) "Puppchen" | 1914–1919 | cuatro cilindros en línea | 1286 cc      | 15 CV (11,0 kW; 14,8 HP) | 70 km/h (43 mph)                      |
| W4 (5/15 PS) "Puppchen" | 1919–1924 | cuatro cilindros en línea | 1306 cc      | 17 CV (12,5 kW; 16,8 HP) | 78 km/h (48 mph)                      |
| W6 (6/18 PS)            | 1921–1923 | cuatro cilindros en línea | 1551 cc      | 18 CV (13,2 kW; 17,8 HP) | 80 km/h (50 mph)                      |
| W9 (6/24 PS)            | 1923–1925 | cuatro cilindros en línea | 1551 cc      | 24 CV (17,7 kW; 23,7 HP) | 85 km/h (53 mph)                      |
| W8 (5/20 PS) “Puppchen” | 1925–1926 | cuatro cilindros en línea | 1306 cc      | 20 CV (14,7 kW; 19,7 HP) | 78 km/h (48 mph)                      |
| W10/I (6/30 PS)         | 1926–1928 | cuatro cilindros en línea | 1551 cc      | 30 CV (22,1 kW; 29,6 HP) | 85 km/h (53 mph)                      |
| W10/II (8/40 PS)        | 1927–1929 | cuatro cilindros en línea | 1940 cc      | 40 CV (29,4 kW; 39,5 HP) | 95 km/h (59 mph)                      |
| W11 (10/50 PS)          | 1928–1930 | seis cilindros en línea   | 2540 cc      | 50 CV (36,8 kW; 49,3 HP) | 90 km/h (56 mph)                      |
| W10/IV (6/30 PS)        | 1930–1932 | cuatro cilindros en línea | 1563 cc      | 30 CV (22,1 kW; 29,6 HP) | 85 km/h (53 mph)                      |
| W11 (10/50 PS)          | 1930–1933 | seis cilindros en línea   | 2540 cc      | 50 CV (36,8 kW; 49,3 HP) | 97 km/h (60 mph)                      |
| W14 (12/65 PS)          | 1931–1932 | seis cilindros en línea   | 2970–2995 cc | 65 CV (47,8 kW; 64,1 HP) | 105 km/h (65 mph)                     |
| W15 (6/30 PS)           | 1932      | cuatro cilindros en línea | 1563 cc      | 30 CV (22,1 kW; 29,6 HP) | 85 km/h (53 mph)                      |
| W17 (7/35 PS)           | 1932–1933 | seis cilindros en línea   | 1690 cc      | 35 CV (25,7 kW; 34,5 HP) | 90 km/h (56 mph)                      |
| W20 (8/40 PS)           | 1932–1933 | seis cilindros en línea   | 1950 cc      | 40 CV (29,4 kW; 39,5 HP) | 95 km/h (59 mph)                      |
| W21 / W235 / W35        | 1933–1936 | seis cilindros en línea   | 1690 cc      | 35 CV (25,7 kW; 34,5 HP) | 95 km/h (59 mph)                      |
| Wanderer W23S           | 1937–1939 | seis cilindros en línea   | 2651 cc      | 62 CV (45,6 kW; 61,2 HP) | 90 km/h (56 mph)                      |
| W22 / W240 / W40        | 1933–1938 | seis cilindros en línea   | 1950 cc      | 40 CV (29,4 kW; 39,5 HP) | 100 km/h (62 mph)                     |
| W245 / W250             | 1935      | seis cilindros en línea   | 2257 cc      | 50 CV (36,8 kW; 49,3 HP) | 100 km/h (62 mph) - 105 km/h (65 mph) |
| W45 / W50 / Spezial W51 | 1936–1938 | seis cilindros en línea   | 2257 cc      | 55 CV (40,5 kW; 54,2 HP) | 100 km/h (62 mph) - 105 km/h (65 mph) |
| W25K                    | 1936–1938 | seis cilindros en línea   | 1950 cc      | 85 CV (62,5 kW; 83,8 HP) | 145 km/h (90 mph)                     |
| W52                     | 1937      | seis cilindros en línea   | 2651 cc      | 62 CV (45,6 kW; 61,2 HP) | 115 km/h (71 mph)                     |
| W24                     | 1937–1940 | cuatro cilindros en línea | 1767 cc      | 42 CV (30,9 kW; 41,4 HP) | 105 km/h (65 mph)                     |
| W26                     | 1937–1940 | seis cilindros en línea   | 2651 cc      | 62 CV (45,6 kW; 61,2 HP) | 115 km/h (71 mph)                     |
| W23                     | 1937–1941 | seis cilindros en línea   | 2651 cc      | 62 CV (45,6 kW; 61,2 HP) | 105 km/h (65 mph)                     |

## Imágenes

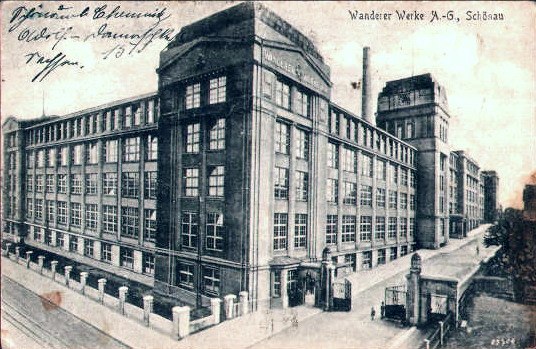
Fábrica Wanderer (1920)
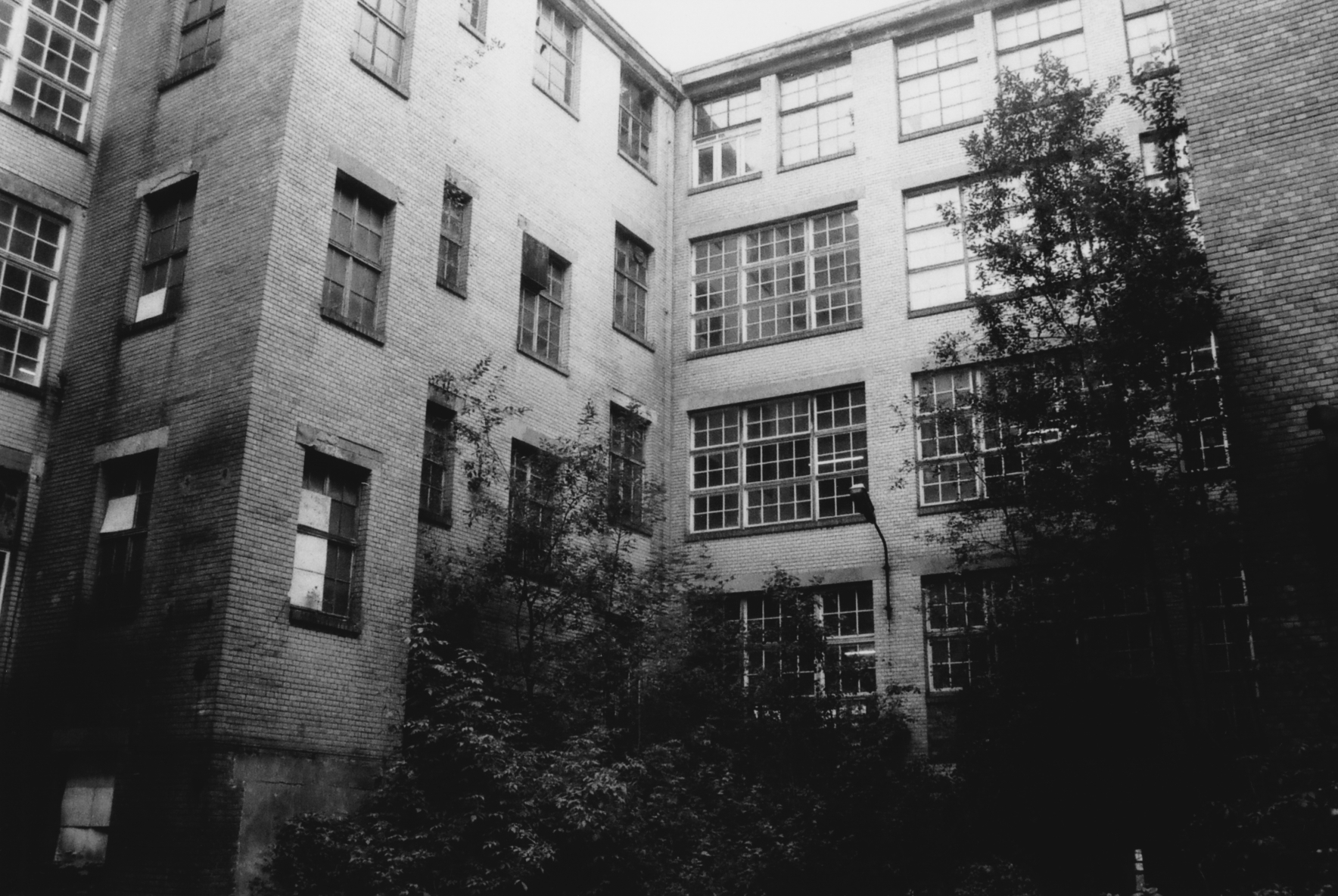
Fábrica Wanderer (2011)
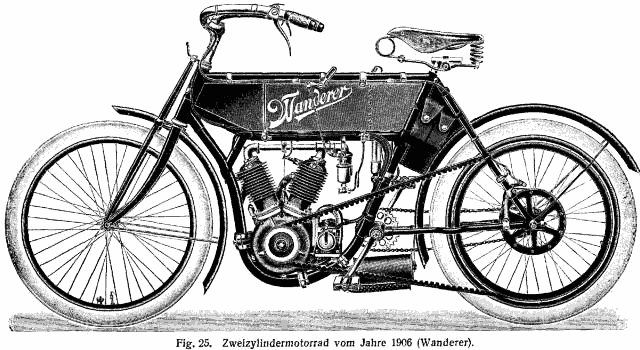
Wanderer Mofa (1906)
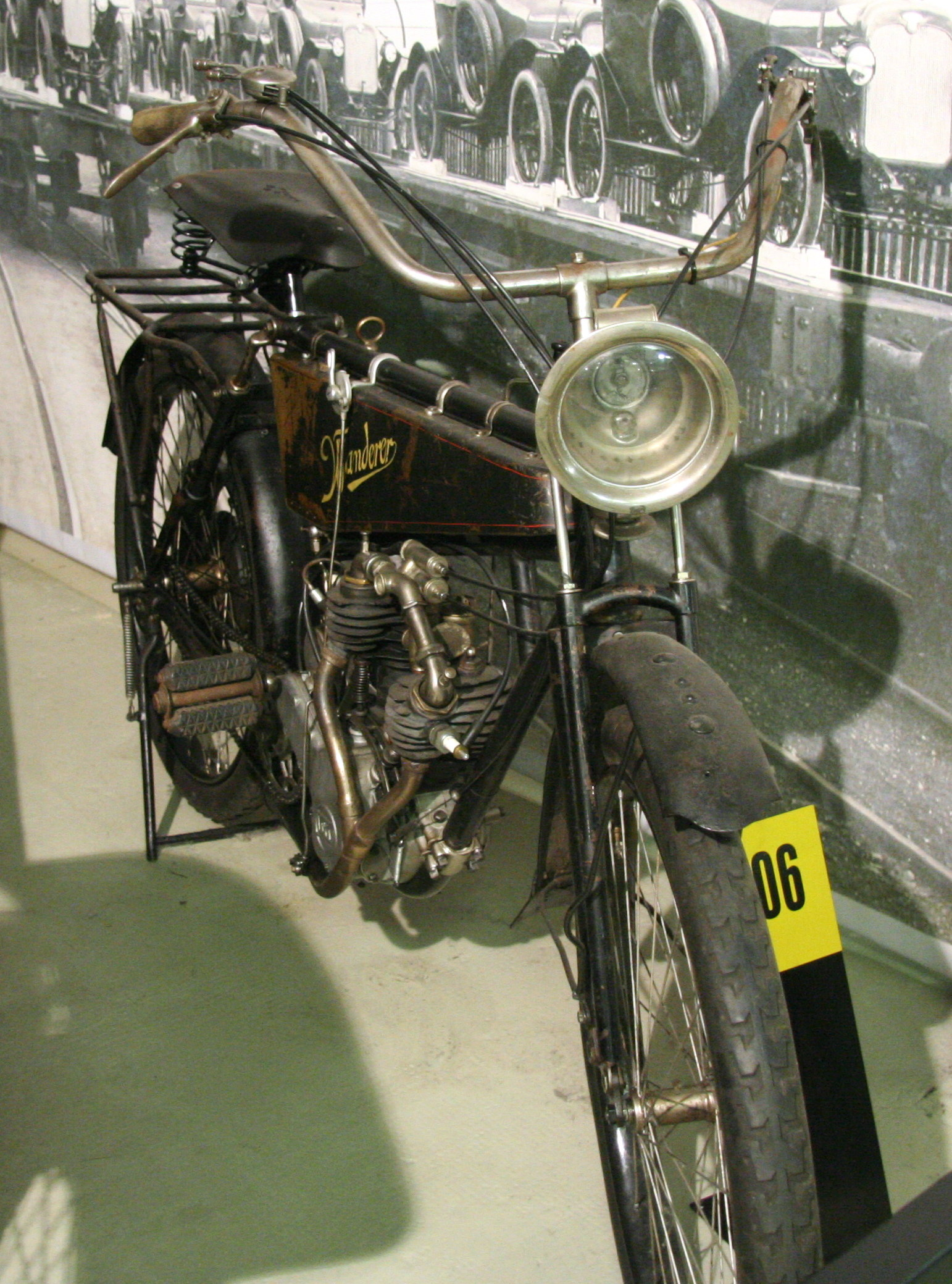
Wanderer 3 PS (408 cm³) de 1910
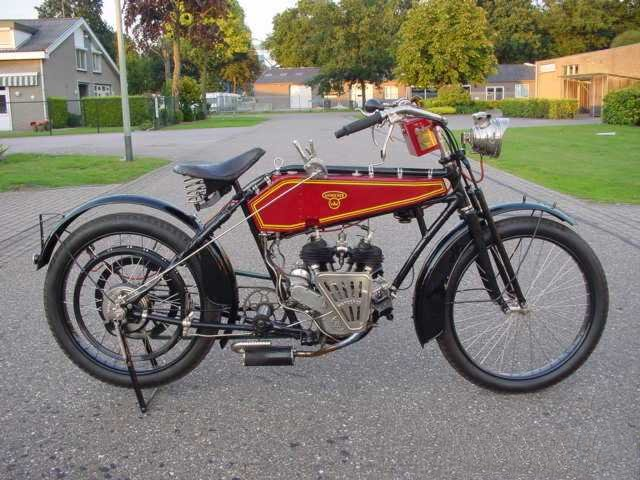
Wanderer 4 pk (504 cm³) de 1915
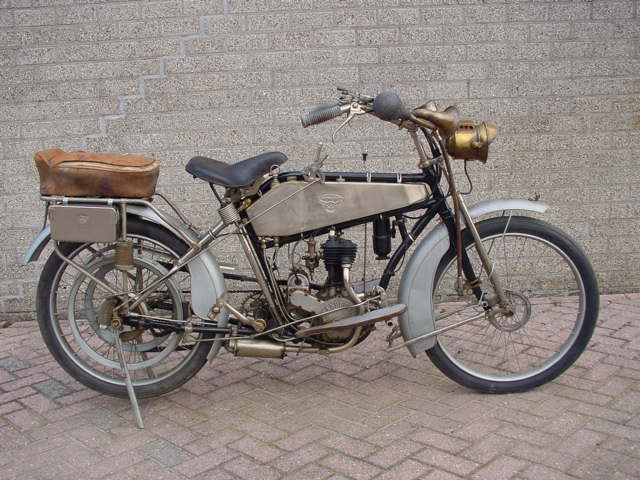
Wanderer 2 pk (250 cm³) de 1917
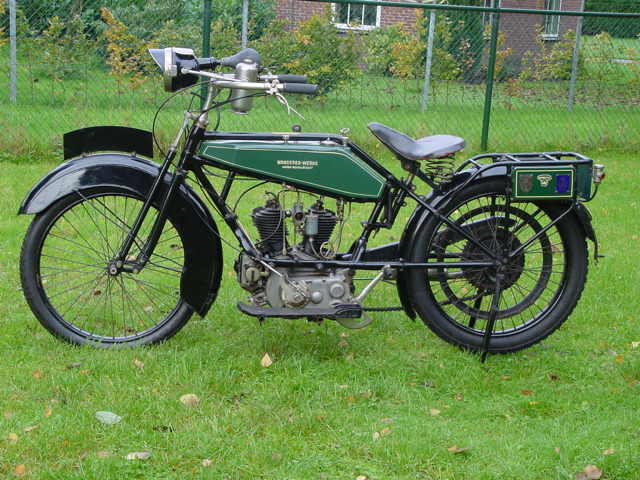
Wanderer Model V (616 cm³) de 1920
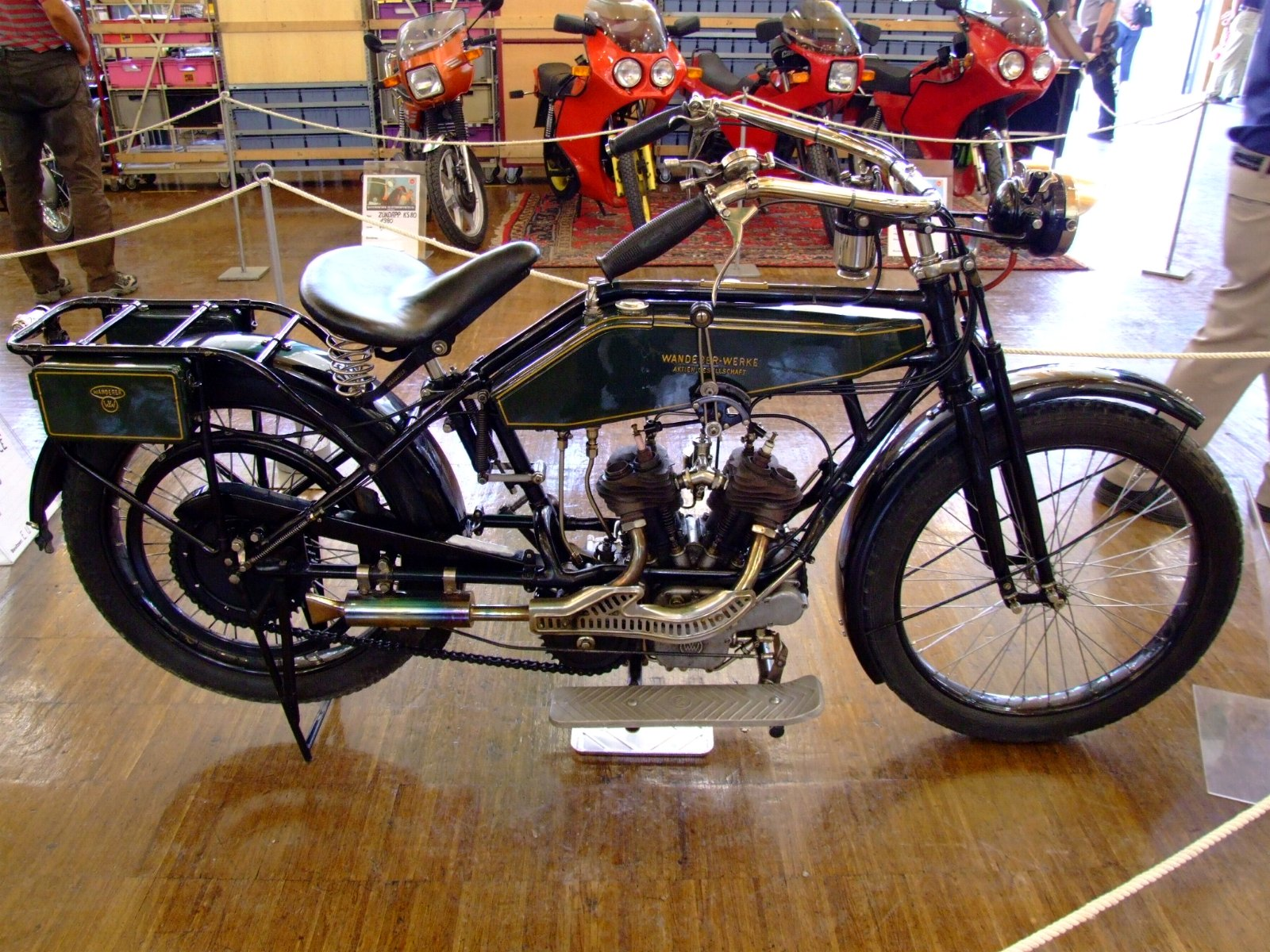
Wanderer 4½ [8](1921)
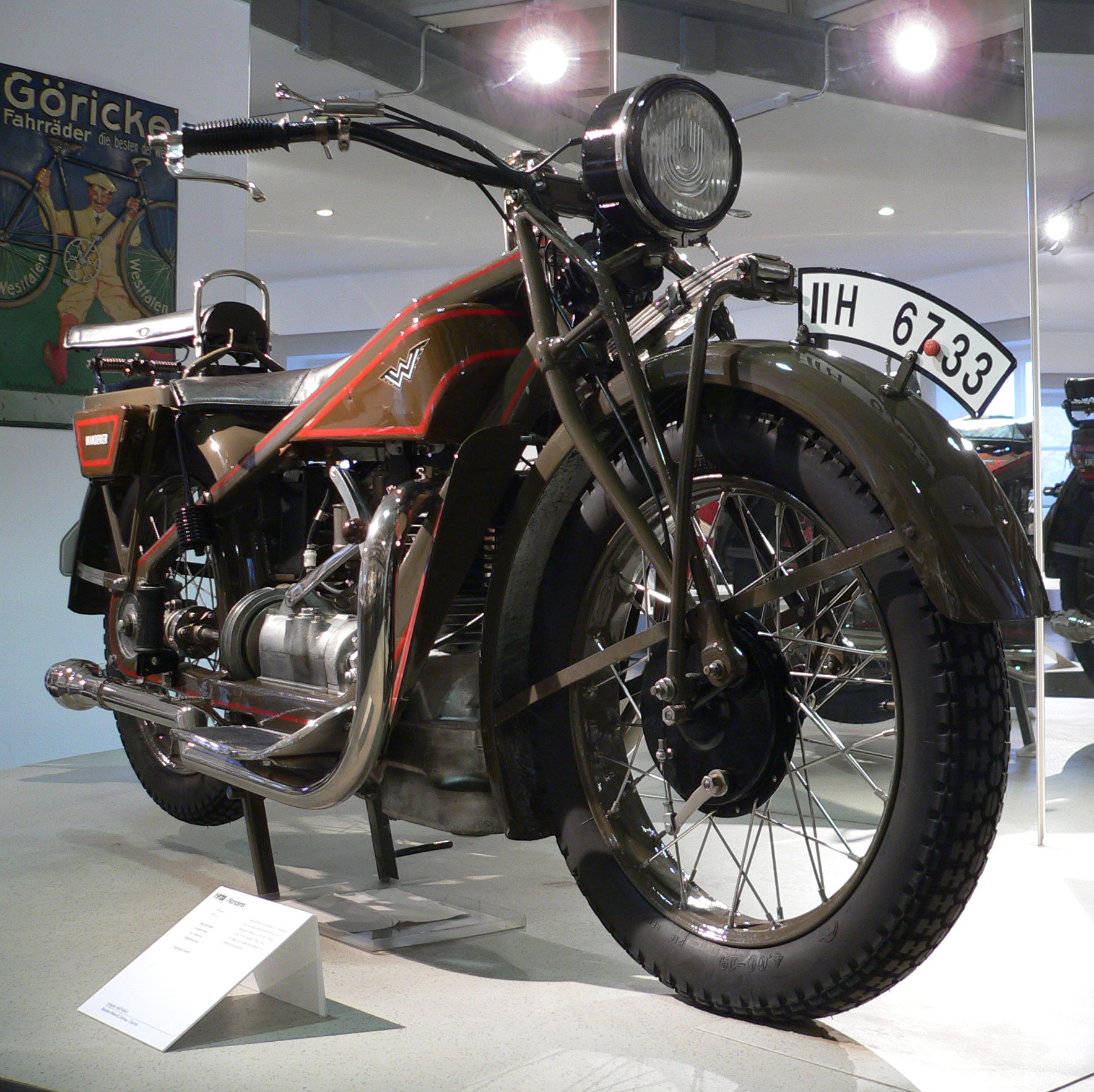
Wanderer K 500 de 1928
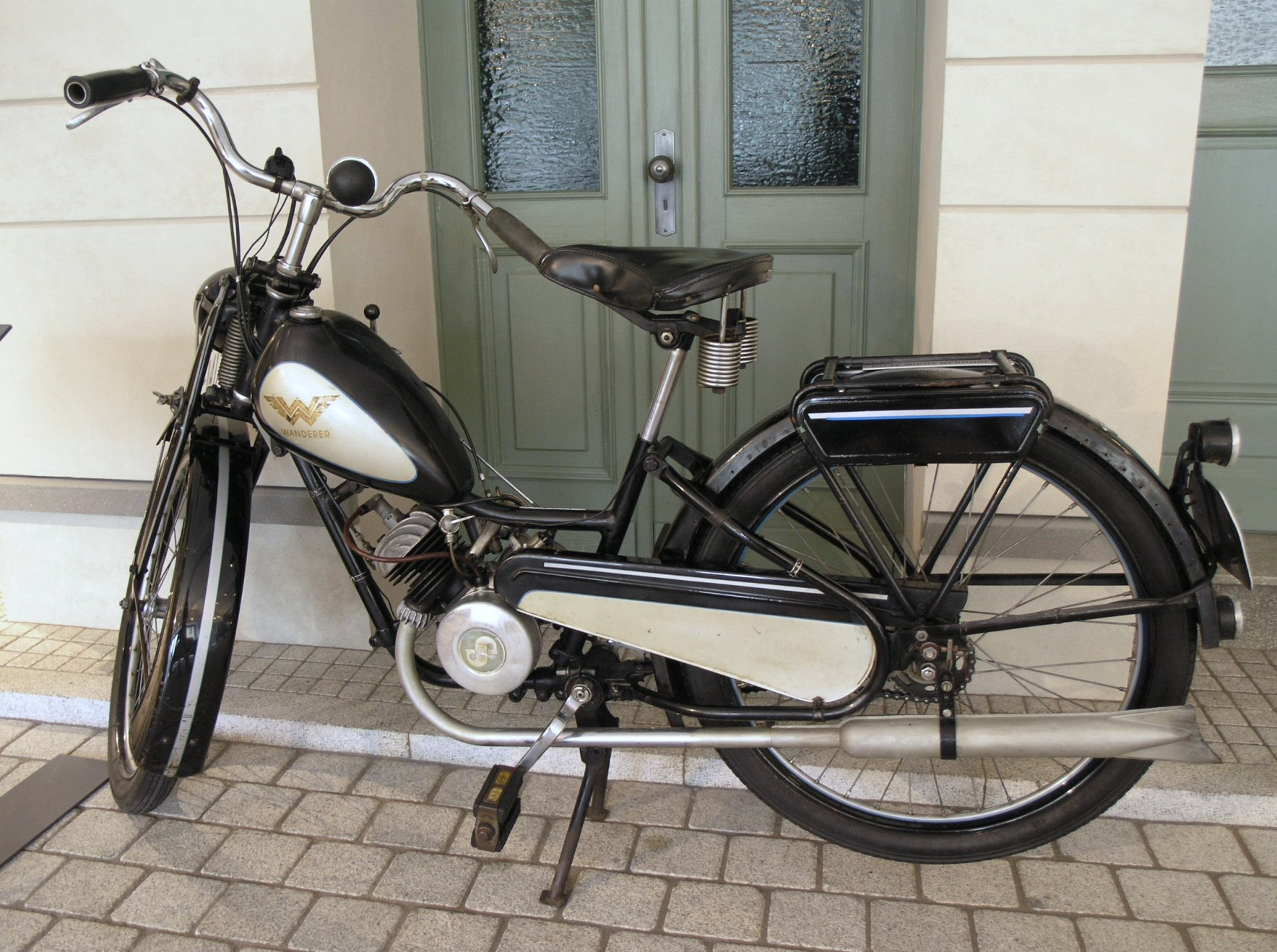
Wanderer 12 AS